# Playa de Las Arreas
La playa de Las Arreas es una playa situada en el occidente del Principado de Asturias (España), en el concejo de Valdés y está situada en la localidad de Luarca.
Forma parte de la Costa Occidental de Asturias y está enmarcada en el Paisaje Protegido de la Costa Occidental de Asturias, presentando catalogación como Paisaje protegido, ZEPA y LIC.

## Descripción
Tiene forma de concha, la longitud media es de unos 200 m y una anchura media de unos 15 m. Su entorno es urbano, con un grado de urbanización y una peligrosidad altos. El acceso peatonal es de unos quinientos m de longitud. El lecho es de arena de grano oscuro y tamaño medio.
La playa está cerca de las localidades de Luarca y Villar y para acceder a ella hay que coger la carretera que va a la «punta de la Atalaya», lugar en el que están la iglesia de Luarca, el cementerio y el faro. Frente a estos lugares hay unas casas muy peculiares, totalmente al borde del acantilado, que recuerdan a las casas colgantes de Cuenca. Esta zona está protegida en su parte oriental por la «punta Focicón». Bajo estas casas está la playa de Las Arreas. A ella llegan aguas residuales y una desembocadura fluvial que realmente es la de dos emisores de vertidos urbanos. La bajada es muy peligrosa y difícil.